# Albrecht Rodenbach

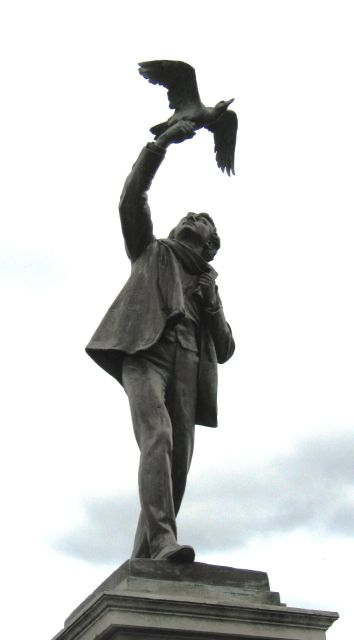
Estatua de Albrecht Rodenbach en su ciudad natal, Roeselare.

Albrecht Rodenbach (Roeselare, Bélgica, 27 de octubre de 1856 - 23 de junio de 1880) fue un poeta flamenco y líder del resurgimiento de la literatura flamenca que tuvo lugar a finales del siglo XIX. Es más relevante como símbolo del movimiento flamenco que por su propia actividad literaria, dado que murió a los veintitrés años. Hugo Verriest calificó a Rodenbach como "¡el poeta, el alma, el corazón, la mente, la palabra del Flandes Renacido!".

## Familia y juventud
Rodenbach nació en una familia burguesa. Era el mayor de diez hermanos y primo del novelista Georges Rodenbach. El padre de Albrecht era Julius Rodenbach (1824-1915), nacido en Renania y hermano a su vez de Felix Rodenbach, un propagandista político flamenco. La madre de Albrecht Rodenbach era Silvia de la Houttre (1834-1899) quien, aunque era valona, oriunda de Tournai, había adoptado el flamenco que se hablaba en Roeselare. Rodenbach creció en un ambiente influido por el sentimiento nacionalista flamenco de su padre y su tío.
Rodenbach recibió clases en el pequeño seminario católico de Roeselare, donde entró en contacto con las ideas del movimiento literario flamenco a través de Hugo Verriest y otros. También Guido Gezelle influyó en Rodenbach en esta etapa de su vida. En el curso académico 1874-1875 se produjo un conflicto entre los estudiantes flamencos y el director de la escuela, de inclinación francófila. En un festival musical anual donde tradicionalmente los alumnos cantaban canciones en francés, Rodenbach encabezó una protesta en la que los estudiantes que tenían el neerlandés como lengua principal cantaron una canción en dicho idioma, la protesta se extendió y provocó otras similares por toda Bélgica. Rodenbach continuó involucrado en actos activistas como este, pese a lo cual se graduó con la nota más alta en retórica en 1876.

## Movimiento flamenco
En la Universidad Católica de Lovaina conoció al poeta Pol De Mont, que era un año mayor que él. Juntos se esforzaron por promover un renacimiento artístico flamenco e igualdad de derechos para los estudiantes flamencos. Para ello crearon un movimiento estudiantil en 1876, llamado Algemene Vlaamse Studentenbond (Asociación de Todos los Estudiantes Flamencos). Entre los objetivos de la organización se encontraban recibir clases en neerlandés y que éstas incluyeran la cultura flamenca. La revista ilustrada de la asociación, Het Pennoen (El Banderín) publicó ensayos de Rodenbach de forma anónima. La ideología del grupo era una mezcla de la filosofía de Guido Gezelle, el nacionalismo romántico de Hendrik Conscience y las ideas católicas sobre la rectitud de la conciencia. Robenbach y de Mont llamaron a su movimiento estudiantil Blauwvoeterie por la blauwvoet (Alcatraz patiazul) cuyo vuelo anuncia una tormenta próxima. Empleaban la consigna Vliegt de blauvoet, storm op zee! (¡Cuando el alcatraz vuela, hay una tormenta en el mar!). Rodenbach comparó la organización con el movimiento Burschenschaften alemán.
Además, Rodenbach tuvo contactos con liberales flamencos como el poeta Jan van Beers o Max Rooses. Estas relaciones sirvieron para dar más publicidad al movimiento y proponer a sus miembros nuevos objetivos políticos. Rodenbach murió de tuberculosis antes de cumplir los veinticuatro años, y casi inmediatamente se convirtió en el símbolo preeminente del movimiento estudiantil flamenco. Tras la muerte de Rodenbach, Pol de Mont asumió el liderazgo del Algemene Vlaamse Studentenbond.

## Literatura
En 1876, Rodenbach publicó algunos ensayos bajo el pseudónimo de "Harold". Su libro Eerste Gedichten (Primeros Poemas) fue publicado en 1878. El resto de su obra, incluida su obra de teatro en verso Gudrun, una epopeya dramatizada sobre los vikingos, no fue publicada hasta después de su muerte.
Rodenbach era conocido en el momento de su muerte por sus canciones, poemas y obras musicales, que han permanecido como símbolos inspiradores del movimiento flamenco. Inspiró la novela de Hendrik Conscience Kerels van Vlaanderen. Flandria Film realizó una película sobre su figura en 1930, titulada Albrecht Rodenbach y dirigida por Clemens De Landtsheer. La organización cultural Rodenbachfonds recibe su nombre.